# Fyldplads
En fyldplads er et anlæg, der modtager affald til fyldplads fra et givet opland. 
En fyldplads vil typisk være en grusgrav eller et sted hvor vandområder skal indvindes som landareal. Der er strenge regler for hvilke typer affald der må modtages, alt efter hvordan pladsen er sikret mod udsivning af skadelige stoffer til grundvand eller luft.
De enkelte kommuners miljøkontrol skal godkende og fortløbende kontrollere pladserne, ligesom de skal med andre modtageanlæg for affald.
Ordet kommer af at det er en plads der skal fyldes op, som nævnt ovenfor ved landindvinding fra havområder eller grusgrave der er (delvist) opbrugt. Når en fyldplads er færdigfyldt, lægges der typisk jord på toppen, hvorefter der kan bygges eller anlægges marker og skove på arealet. I tilfældet med grusgrave vil der typisk være udvinding i den ene ende af arealet, mens der i den anden ende fyldes op, hvorefter det muldlag der oprindeligt er fjernet ved blotlægning af gruset, lægges tilbage over affaldet.